# يوفنتوس نيكست جين
يوفنتوس نيكست جين يعرف أيضا بيوفنتوس ب أو يوفنتوس تحت 23 سنة هو فريق كرة قدم من مدينة تورينو. يعتبر هو فريق احتياط لنادي يوفنتوس.يلعب حالياً في الدوري الإيطالي الدرجة الثالثة.